# 곤고 (코르벳)
곤고(일본어: 金剛)는 일본 제국 해군의 군함으로, 선체는 철골로 만들었고, 나머지 부분을 나무로 구성한 곤고형 코르벳함 1번함이다. 나중에 3등해방함으로 분류된다. 이름은 나라현에 있는 곤고 산을 따서 이름 붙여졌다.

## 경력
영국 킹스턴어폰헐의 아루스 사에서 기공되었다. 설계는 이후 영국 해군의 조선 총감이 된 에드워드 제임스 리드이다. 1878년 일본에 회항하여 4월 26일에 요코하마 도착하였다. ‘청일 전쟁’, ‘러일 전쟁’에 복무 후 측량 임무에 투입되었고, 일본 근해의 수로 측량을 하는데 이용되었다. 1909년에 퇴역하여, 이듬해에 매각, 해체되었다.

## 연표
- 1878년 5월 4일 3등함으로 결정
- 1882년 임오군란으로 조선 수역 경계에 투입
- 1884년 갑신정변으로 조선 수역 경계에 투입
- 1889년 8월 - 1890년 2월 사관학교 생도의 하와이 방면 원양 항해 수행(이후 1902년 정도까지 7회 원양 항해 수행)
- 1890년 8월 23일 제1종으로 결정
- 1890년 10월 - 1891년 5월 터키 군함 에루투루루 호 생존자 송환과 원양 항해 때문에 요함 ‘히에이’와 함께 콘스탄티노플 방문[1]
- 1893년 - 1894년 ‘나니와’와 함께 일본인 보호를 위해 호놀룰루에 파견된다.
- 1894년 - 1895년 청일 전쟁에 종군하여 다롄, 뤼순, 웨이하이 전투 등에 참여
- 1898년 3월 21일 3등해방함으로 재분류
- 1904년 - 1905년 러일 전쟁에 종군하여 진해만, 여순항 경계 임무 수행
- 1905년 측량 임무에 투입되어 1908년까지 수행
- 1909년 7월 20일 퇴역
- 1910년 5월 20일 매각되어 훗날 해체

## 공급함
- 히에이 (코르벳)